# Thượng cổ bát đại tính
Thượng cổ bát đại tính (tiếng Trung: 上古八大姓; nghĩa đen 'Tám họ lớn thời thượng cổ') là tám họ người Hoa quan trọng tại Trung Quốc thời cổ đại và là họ của nhiều gia tộc có vai trò quan trọng trong lịch sử Trung Quốc. Trong thời cổ đại tại Trung Quốc, do ảnh hưởng của chế độ mẫu hệ, con cái thường mang họ của mẹ, vì vậy cả tám họ này đều mang bộ Nữ (女).
Khác với các họ trong Bách gia tính được tổng hợp thời Nhà Tống vốn đa phần vẫn phổ biến trong xã hội Trung Quốc hiện đại, tính đến đầu thế kỷ 21 thì không còn nhiều người Trung Quốc mang một trong số các họ thuộc Thượng cổ bát đại tính ngoại trừ họ Diêu và họ Khương.

## Chi tiết
| Chữ Hán phồn thể                           | Bính âm Hán ngữ | Việt bính | Người Trung Quốc mang họ nổi bật             |
| ------------------------------------------ | --------------- | --------- | -------------------------------------------- |
| 姜 Khương                                  | jiāng           | goeng1    | 8 vị quân chủ Thần Nông, Khương Tử Nha       |
| 姬 Cơ                                      | jī              | gei1      | Các vua Nhà Chu, Tấn Văn công, Hạp Lư        |
| 姚 Diêu                                    | yáo             | jiu4      | Thuấn, Diêu Sùng, Diêu Minh                  |
| 嬴 Doanh                                   | yíng            | jing4     | Tần Thủy Hoàng                               |
| 姒 Tự                                      | sì              | ci5       | Các vua Nhà Hạ                               |
| 妘 Vân                                     | yún             | wan4      | Các vua nước Di, nước Bức Dương thời Nhà Chu |
| 妊 Nhâm (đôi khi được thay bằng họ 姞 Cật) | rèn             | jam4      | Phục Hy                                      |
| 姞 Cật                                     | jí              | gat1      | Một trong số các con trai của Hoàng Đế       |
| 媯 Quy                                     | guī             | gwai1     | Các vua nước Trần và nước Tề                 |